# Myrcia melastomoides
Myrcia melastomoides är en myrtenväxtart som beskrevs av Dc.. Myrcia melastomoides ingår i släktet Myrcia och familjen myrtenväxter. Inga underarter finns listade i Catalogue of Life.